# Marija Petrovikj
Marija Petrovikj est une joueuse macédonienne de volley-ball née le 15 avril 1987 à Skopje. Elle mesure 1,92 m et joue au poste d'attaquante. 

## Clubs
| Club                   | De        | À         |
| ---------------------- | --------- | --------- |
| Rabotnički-Feršped     | 1998-1999 | 2000-2001 |
| Kometal Student Skopje | 2001-2002 | 2004-2005 |
| CSKA Sofia             | 2005-2006 | 2005-2006 |
| Forza Volley           | 2006-2007 | 2011-2012 |
| Daso Oreokastro        | 2012-2013 | 2012-2013 |
| Volley 2002 Forlì      | 2013-2014 | 2013-2014 |
| AEK Larnaca            | sept 2015 | déc 2015  |
| TED Ankara Kolejliler  | 2016-2017 | …         |

## Palmarès
- Championnat de Macédoine
  - Vainqueur : 2008, 2009, 2010, 2011, 2012.
  - Finaliste : 2003, 2004, 2005, 2007.
- Coupe de Macédoine
  - Vainqueur : 2005, 2008, 2009, 2010, 2011, 2012.
  - Finaliste : 2003, 2004.